# 236811 Natascharenate
236811 Natascharenate è un asteroide della fascia principale. Scoperto nel 2007, presenta un'orbita caratterizzata da un semiasse maggiore pari a 3,1575664 UA e da un'eccentricità di 0,0532949, inclinata di 7,82101° rispetto all'eclittica.